# Golfo de Ana María
Golfo de Ana María – zatoka Morza Karaibskiego, położona u południowych wybrzeży Kuby, pomiędzy wybrzeżami prowincji Sancti Spíritus, Ciego de Ávila i Camagüey oraz krawędzią szelfu kontynentalnego, gdzie rozciąga się archipelag Jardines de la Reina. Od wschodu zatoka jest oddzielona od Zatoki Guacanayabo przez grupę niskich wysepek i raf. Uksztaltowanie dna zatoki jest nieregularne – występują liczne niskie wysepki i zgrupowane podwodne wzniesienia, które utrudniają żeglugę na płytkich wodach wewnątrz zatoki. Do zatoki uchodzą rzeki Zaza, Agabama, Jatibonico del Sur i San Pedro. Na wybrzeżu zatoki znajdują się miejscowości Casilda i Tunas de Zaza oraz osady Playa Florida i Júcaro. W zatoce występują rafy koralowe.